# Jean Castan
Pour les articles homonymes, voir Castan.
Jean Castan, né Victor Jean Édouard Castagnier, est un acteur français, né à Marseille le 23 août 1917, mort à La Penne-sur-Huveaune (Bouches-du-Rhône) le 11 novembre 1990 .
Il est découvert par Marcel Pagnol vers 1934 tout près de Marseille à La Valentine, où il exerce le métier de garçon de café. Trouvant son personnage pittoresque, Pagnol lui propose son premier emploi d'acteur dans le film Merlusse, puis il le refait tourner dans Cigalon.
Il s'est marié avec Félicie Falen, décédée le 3 mars 1999, avec laquelle il a eu un fils.
Sa dépouille repose au cimetière des Claous à Allauch, case 302.

## Biographie
À Marseille (à la Treille), en 1934, Marcel Pagnol vient de tourner Angèle. Il déjeune souvent au restaurant qui domine le panorama et il y remarque un jeune serveur, Jean, le fils des patrons, qui sert en salle.
Pour le tournage du film Cigalon Pagnol décide de filmer dans le petit restaurant. Il retrouve le jeune Jean et décide de le faire jouer :
—Ça te plairait de jouer dans le film ?

—C’est le rêve de ma vie.

—Eh bien, je t’engage et je te signe un contrat !
La carrière d'acteur de Jean Castan démarre. Comme il ressemble à Fernandel, Pagnol lui donne le rôle de Casimir, frère du personnage interprété par Fernandel dans Le Schpountz, en 1937. Il a dans le film une scène fameuse, avec Charpin, sur le secret des « anchois des tropiques ». Il joue le rôle d'Esprit, le second berger du marquis, qui révèle à son employeur et au mari cocu [le boulanger] que Dominique a ravi La femme du boulanger.
En 1944, Jean Castan décide de passer derrière la caméra, d'abord technicien puis assistant de réalisation avec différents réalisateurs.
Jean Castan, mort en 1990, est enterré au cimetière des Claous à Allauch, case 302.

## Filmographie
- 1935 : Merlusse de Marcel Pagnol
- 1935 : Cigalon de Marcel Pagnol : Virgile
- 1936 : Topaze de Marcel Pagnol
- 1936 : César de Marcel Pagnol : l'enfant de chœur
- 1937 : Regain de Marcel Pagnol : Jérémie
- 1938 : Le Schpountz de Marcel Pagnol : Casimir
- 1938 : La Femme du boulanger de Marcel Pagnol : Esprit
- 1941 : La Prière aux étoiles de Marcel Pagnol (film inachevé) : Pétugue
- 1942 : Les Petits Riens de Raymond Leboursier
- 1943 : Une vie de chien de Maurice Cammage